# 愛風ゆめ
愛風 ゆめ（あいかぜ ゆめ、6月16日 - ）は、元宝塚歌劇団月組の娘役。
茨城県ひたちなか市、私立茨城中学校出身。身長162cm。愛称は「ゆめ」。

## 来歴
2006年、宝塚音楽学校入学。
2008年、宝塚歌劇団に94期生として入団。月組公演「ME AND MY GIRL」で初舞台。その後、月組に配属。
2011年の「バラの国の王子」で新人公演初ヒロイン。
2013年3月24日、「ベルサイユのばら」東京公演千秋楽をもって、宝塚歌劇団を退団。

## 宝塚歌劇団時代の主な舞台

### 初舞台
- 2008年3 - 5月、月組『ME AND MY GIRL』（宝塚大劇場）

### 月組時代
- 2008年5 - 7月、『ME AND MY GIRL』（東京宝塚劇場）
- 2008年11 - 2009年2月、『夢の浮橋』 - 新人公演：女一の宮（幼少）（本役：花陽みら）『Apasionado!!』
- 2009年3月、『二人の貴公子』（バウホール） - 侍女
- 2009年5 - 8月、『エリザベート』
- 2009年10 - 12月、『ラスト プレイ』 - 新人公演：ヘレナ（本役：羽桜しずく）『Heat on Beat!（ヒート オン ビート）』
- 2010年2月、『紫子』 - てまり『Heat on Beat!』（中日劇場）
- 2010年4 - 7月、『THE SCARLET PIMPERNEL（スカーレット ピンパーネル）』 - 新人公演：ケイト（本役：夏月都）
- 2010年9 - 11月、『ジプシー男爵-Der Zigeuner Baron-』 - 新人公演：アルゼナ（本役：彩星りおん）『Rhapsodic Moon（ラプソディック・ムーン）』
- 2011年1月、『Dancing Heroes!』（バウホール）
- 2011年3 - 5月、『バラの国の王子』 - 新人公演：ベル（本役：蒼乃夕妃）『ONE』 新人公演初ヒロイン[2]
- 2011年7 - 10月、『アルジェの男』 - リリー、新人公演：アナ・ベル（本役：花陽みら）『Dance Romanesque（ダンス ロマネスク）』
- 2011年11 - 12月、『アリスの恋人』（バウホール・日本青年館） - 赤の女王
- 2012年2 - 4月、『エドワード8世』 - メアリー王女、新人公演：マルグリット・ローラン（本役：花陽みら）『Misty Station』
- 2012年6 - 9月、『ロミオとジュリエット』
- 2012年10 - 11月、『愛するには短すぎる』 - ナンシー・ブラウン／ドリー・マコーミック『Heat on Beat!（ヒート オン ビート）』（全国ツアー） 初エトワール
- 2013年1 - 3月、『ベルサイユのばら-オスカルとアンドレ編-』 - カメリア、新人公演：ル・ルー（本役：花陽みら） 退団公演[2]

## TV出演
- 2012年9月、TBS『オールスター感謝祭 秋』